# Yamhill
Yamhill és una població dels Estats Units a l'estat d'Oregon. Segons el cens del 2008 tenia 855 habitants.

## Demografia
Segons el cens del 2000, Yamhill tenia 794 habitants, 256 habitatges, i 207 famílies. La densitat de població era de 766,4 habitants per km².
Dels 256 habitatges en un 46,5% hi vivien nens de menys de 18 anys, en un 65,6% hi vivien parelles casades, en un 10,5% dones solteres, i en un 19,1% no eren unitats familiars. En el 16,4% dels habitatges hi vivien persones soles el 7,8% de les quals corresponia a persones de 65 anys o més que vivien soles. El nombre mitjà de persones vivint en cada habitatge era de 3,1 i el nombre mitjà de persones que vivien en cada família era de 3,43.
Per edats la població es repartia de la següent manera: un 31,7% tenia menys de 18 anys, un 10,7% entre 18 i 24, un 27,6% entre 25 i 44, un 22,8% de 45 a 60 i un 7,2% 65 anys o més.
L'edat mediana era de 32 anys. Per cada 100 dones de 18 o més anys hi havia 96,4 homes.
La renda mediana per habitatge era de 49.688$ i la renda mediana per família de 52.344$. Els homes tenien una renda mediana de 38.661$ mentre que les dones 24.583$. La renda per capita de la població era de 16.745$. Aproximadament el 5,3% de les famílies i el 5,1% de la població estaven per davall del llindar de pobresa.

## Poblacions més properes
El següent diagrama mostra les poblacions més properes.